# Lundaloppet

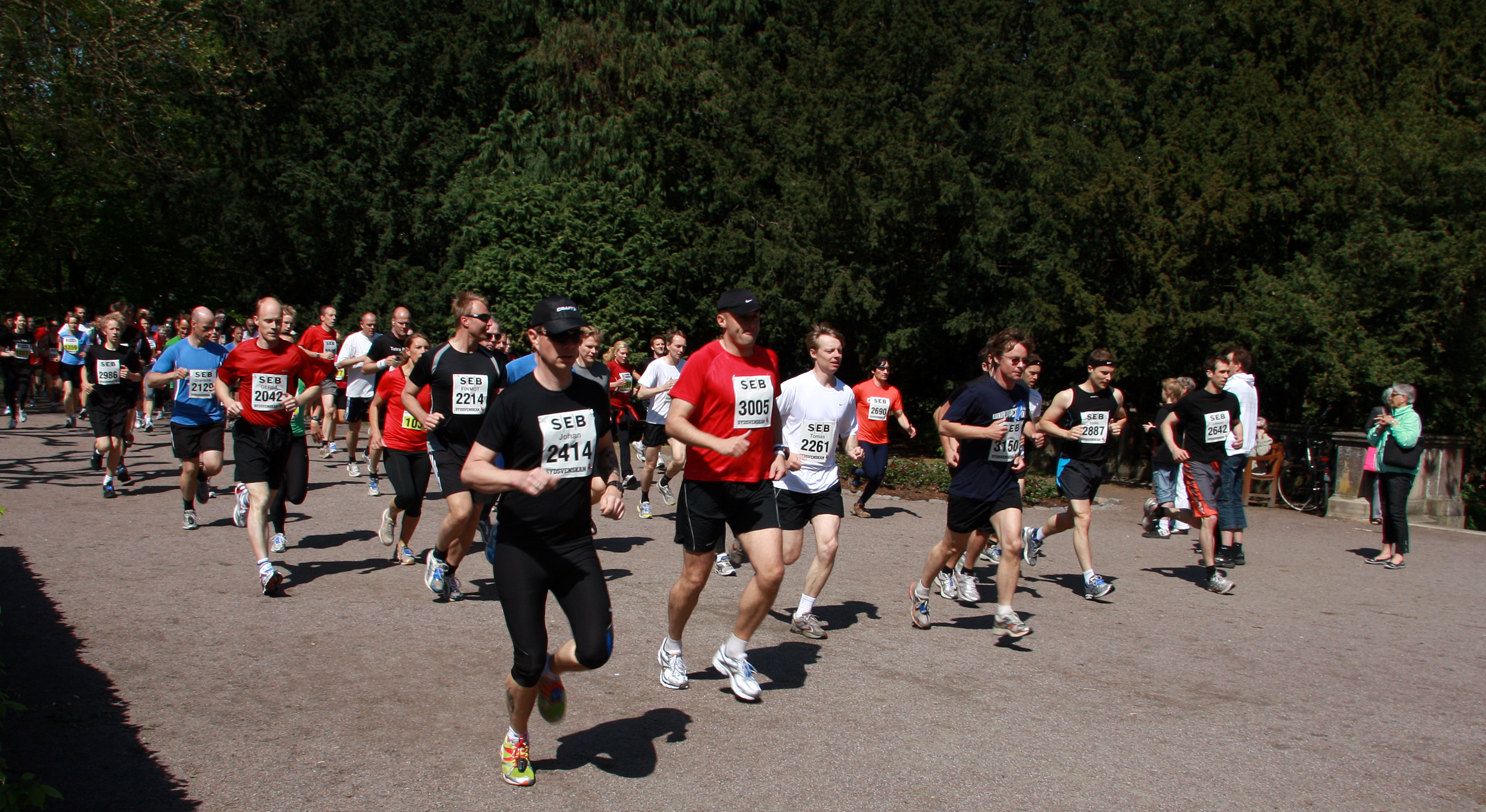
Lundaloppet genom Stadsparken 2009

Lundaloppet är ett årligt stads-/motionslopp i universitetsstaden Lund, som arrangeras av IFK Lund. Normalt går loppet av stapeln andra lördagen i maj. Loppet springs i sträckorna 5 eller 10 km och kan gås eller springas. Det finns också ett barnlopp på en knapp km. Bansträckningen går genom Lunds innerstad.
Loppet arrangerades första gången 1982, i samband med Lundakarnevalen och fick då namnet Karnevalsloppet. Eftersom karnevalen bara arrangeras vart fjärde år av Lunds Studentkår, fick loppet fortsättningsvis heta Lunkloppet. 1988 var det åter namnbyte och då till Tösamilen/Pågamilen. När IFK Lund 1997 tog över som ensam arrangör döptes loppet slutligen till Lundaloppet.
År 2015 invigdes en ny 10 km-slinga som passerar alla stadens miljöer och sevärdheter. Deltagarrekordet är 7490 personer från 2019.